# Prix de l'Académie nationale du cinéma
Prix de l'Académie nationale du cinéma (česky Cena Národní filmové akademie) bylo francouzské filmové ocenění, které se udělovalo v letech 1982–1992 v měsíci prosinci.

## Oceněné filmy
- 1982: Čest kapitána, režie Pierre Schoendoerffer
- 1983: Coup de foudre, režie Diane Kurys
- 1984: Nebezpečná partie, režie Richard Dembo
- 1985: Tři muži a nemluvně, režie Coline Serreau
- 1986: Jean od Floretty, režie Claude Berri
- 1987: Velká cesta (film, 1987)Velká cesta, režie Jean-Loup Hubert
- 1988: Medvědi, režie Jean-Jacques Annaud
- 1989: Magická hlubina, režie Luc Besson
- 1990: Cyrano z Bergeracu, režie Jean-Paul Rappeneau
- 1991: Mayrig, režie Henri Verneuil
- 1992: Srdce v zimě, režie Claude Sautet